# 조인표
조인표(1975년 3월 10일 ~ )는 대한민국의 배우이자 연극 스텝이다.

## 경력
- 2006 뮤지컬 꼭두별초 전투코치
- 2007 충청대학 방송연예학 교수

## 출연작

### 방송
| 방송 채널 | 방송 년도 | 작품명                | 역               |
| --------- | --------- | --------------------- | ---------------- |
| KBS 1TV   | 1982년    | 똑순이 만세           |                  |
| KBS 1TV   | 1983년    | 날개달린 아이들       |                  |
| MBC       | 1983년    | 호랑이 선생님         |                  |
| SBS       | 1995년    | 사랑의 찬가           |                  |
| KBS 1TV   | 1996년    | 용의 눈물             | 민무회 역        |
| MBC       | 1996년    | 아이싱                |                  |
| KBS 2TV   | 1997년    | 욕망의 바다           |                  |
| KBS 2TV   | 2001년    | 명성황후              | 섭지초 역        |
| MBC       | 2005년    | 신돈                  | 탈탈 역          |
| KBS 1TV   | 2000년    | 태조 왕건             | 김언 역          |
| KBS 1TV   | 2006년    | 대조영                | 손만영 역        |
| KBS 1TV   | 2008년    | 대왕 세종             | 올량합족 병사 역 |
| KBS 1TV   | 2011년    | 광개토태왕            | 모용희 역        |
| SBS       | 2012년    | 신의                  | 구양각 역        |
| KBS 1TV   | 2015년    | 징비록                | 김덕령 역        |
| KBS 2TV   | 2015년    | 장사의 신 - 객주 2015 | 조항구 역        |